# مجلس الفيفا
مجلس الفيفا (وكان يُعرف سابقا باسم اللجنة التنفيذية للأتحاد الدولي لكرة القدم أو اللجنة التنفيذية للفيفا) هو مؤسسة إدارية للاتحاد كرة القدم متخصصة لصنع القرارات الرئيسي للأتحاد الدولي مثل تحديد الدول المنظمة للبطولات التابعة للفيفا وتحديد قواعد اللعبة، وتوزيع الدخل، وتطوير كرة القدم على مستوى العالم وغيرها من القضايا المتعلقة بكرة القدم العالمية. ويشرف المجلس على عمل الاتحادات الأعضاء ويضمن التزامهم بقوانين ولوائح الفيفا. يتكون المجلس من ممثلين عن مختلف الاتحادات القارية ويتم انتخاب لأعضاء من قبل كونغرس الفيفا .

## مهامها
- تتخذ اللجنة التنفيذية القرارات الهامة في كافة القضايا التي لا تندرج تحت نطاق مسؤولية الكونغرس أو التي لا تختص بها أي جهات أخرى بموجب القانون أو بموجب هذه التشريعات.
- تجتمع اللجنة التنفيذية مرتين في العام على الأقل.
- يدعو الرئيس اللجنة للانعقاد. إذا طالب ثلاثة عشر عضواً على الأقل بانعقاد اللجنة، يتعين على الرئيس دعوة اللجنة للانعقاد.
- تُعين اللجنة التنفيذية الرئيس ونائب الرئيس وأعضاء اللجان الدائمة.
- تُعين اللجنة التنفيذية الرئيس ونائب الرئيس وأعضاء الجهات القضائية.
- يضطلع الرئيس بوضع جدول الأعمال. يحق لكل عضو في اللجنة التنفيذية اقتراح نقاط لإدراجها في جدول الأعمال.
- يحق للجنة التنفيذية اتخاذ قرارات بتشكيل لجان مؤقتة في أي وقت إذا اقتضت الضرورة ذلك.
- تُعين اللجنة التنفيذية مندوبي الاتحاد الدولي لكرة القدم في IFAB
- تضع اللجنة التنفيذية لوائح تنظيم اللجان الدائمة والمؤقتة.
- تُعين اللجنة التنفيذية الأمين العام أو تفصله من منصبه بناءً على اقتراح الرئيس. يحضر الأمين العام، بموجب منصبه، اجتماعات كافة اللجان.
- تُحدد اللجنة التنفيذية موعد وتاريخ المنافسات النهائية لبطولات الفيفا بالإضافة إلى عدد الفرق المشاركة من كل اتحاد.
- تعتمد اللجنة التنفيذية اللوائح التي تشترط طريقة تنظيم الفيفا داخلياً.

## تشكيل المجلس
تتألف اللجنة التنفيذية من الرئيس، ينتخبه المؤتمر في السنة التالية لكأس العالم لكرة القدم، وثمانية نواب للرئيس و 28 عضو آخر تنتخبهم الاتحادات الوطنية لشغل المنصب لمدة أربع سنوات. ويجب على كل اتحاد قاري انتخاب ممثلة عنه من السيدات. ويمكن للرئيس وأعضاء المجلس شغل منصبهم لما لا يزيد عن 3 دورات (سواء متتالية أو منفصلة). تجتمع على الأقل مرتين في السنة، مع ولاية كل عضو دائم أربع سنوات، ويشمل دورها تحديد التواريخ والمواقع وشكل من البطولات، وتعيين مندوبين لكرة القدم إلى مجلس الاتحاد الدولي لكرة القدم وانتخاب وإقالة الأمين العام بناء على اقتراح من رئيس الفيفا . وهي مكونة على النحو التالي:
- كونميبول: نائب للرئيس وأربع أعضاء .
- الاتحاد الآسيوي لكرة القدم: نائب للرئيس وستة أعضاء .
- يويفا: 3 نواب رئيس وستة أعضاء.
- الاتحاد الأفريقي لكرة القدم: نائب للرئيس وستة أعضاء.
- كونكاكاف: نائب للرئيس وأربع أعضاء.
- اتحاد أوقيانوسيا لكرة القدم: نائب للرئيس وعضوين.

## الأعضاء
| تكوين مجلس الفيفا                                         | تكوين مجلس الفيفا                                                        | تكوين مجلس الفيفا              | تكوين مجلس الفيفا                  | تكوين مجلس الفيفا             | تكوين مجلس الفيفا       |
| الرئيس                                                    | الرئيس                                                                   | الرئيس                         | الرئيس                             | الرئيس                        | الرئيس                  |
| --------------------------------------------------------- | ------------------------------------------------------------------------ | ------------------------------ | ---------------------------------- | ----------------------------- | ----------------------- |
| جياني إنفانتينو · سويسرا / إيطاليا                        |                                                                          |                                |                                    |                               |                         |
| نواب الرئيس                                               |                                                                          |                                |                                    |                               |                         |
| إيه إف سي (آسيا)                                          | يويفا (اوربا)                                                            | الكاف (افريقيا)                | كونكاكاف ( أمريكا الشمالية)        | كونميبول (أمريكا الجنوبية)    | أوفك (أوقيانوسيا)       |
| سلمان بن إبراهيم آل خليفة · البحرين · النائب الأول للرئيس | ألكسندر تشيفرين · سلوفينيا · ساندور كساني · المجر · ديبي هيويت · إنجلترا | باتريس موتسيبيه · جنوب إفريقيا | فيكتور مونتالياني · كندا           | اليخاندرو دومينغيز · باراغواي | لامبرت مالتوك · فانواتو |
| الأعضاء                                                   |                                                                          |                                |                                    |                               |                         |
| إيه إف سي (آسيا)                                          | يويفا (اوربا)                                                            | الكاف (افريقيا)                | كونكاكاف ( أمريكا الشمالية)        | كونميبول أمريكا الجنوبية      | أوفك أوقيانوسيا         |
| حمد بن خليفة بن أحمد آل ثاني · قطر                        | ايفيلينا كريستلين · إيطاليا                                              | هاني أبو ريدة · مصر            | سونيا بيان إيم · جزر توركس وكايكوس | رامون جسورون · كولومبيا       | راجيش باتيل · فيجي      |
| ياسر المسحل · السعودية                                    | برند نويوندورف · ألمانيا                                                 | فوزي لقجع · المغرب             | رودولفو فيلالوبوس · كوستاريكا      | ماريا سول مونوز · الإكوادور   | جوانا وود · نيوزيلندا   |
| ماريانو أرانيتا · الفلبين                                 | جورجوس كوماس · قبرص                                                      | ماموتو توري · مالي             | يون دي لويزا · المكسيك             | إيدنالدو رودريغيز · البرازيل  |                         |
| كانيا كيوماني · لاوس                                      | فرناندو غوميز · البرتغال                                                 | أماجو بينيك · نيجيريا          | لويس هرنانديز · كوبا               | إغناسيو ألونسو · أوروغواي     |                         |
| الحاج حامدين محمد أمين · ماليزيا                          | ديان سافيتشيفيتش · الجبل الأسود                                          | ماثورين دي تشاكوس · بنين       |                                    |                               |                         |
| كوزو تاشيما · اليابان                                     | رازفان بورليانو · رومانيا                                                | إيشا جوهانسن · سيراليون        |                                    |                               |                         |
| السكرتير العام                                            |                                                                          |                                |                                    |                               |                         |
| ماتياس غرافستروم · السويد / هولندا                        |                                                                          |                                |                                    |                               |                         |

## تهم بالفساد
في عام 2010 فجرت صحيفة «صنداي تايمز» البريطانية هذه الفضيحة تتعلق بعملية التصويت على استضافة بطولتي كأس العالم 2018 و 2022. و أكدت أن آموس أدامو ورينارد تيماري عضوي اللجنة التنفيذية للفيفا عرضا بيع صوتيهما لصالح ملف بعينه في عملية التصويت مقابل الحصول على أموال لاستخدامها في بناء منشآت ومرافق رياضية في بلديهما.
وكان الفيفا قد قرر إيقاف التاهيتي تيماري لمدة عام واحد، والنيجيري آموس آدامو لمدة ثلاثة أعوام، من مزاولة أي أنشطة تتعلق بكرة القدم بسبب انتهاكهما قواعد الولاء للاتحاد الدولي، بعد تورطهما في فضيحة
وأسفرت التحقيقات التي أجرتها لجنة القيم بالاتحاد عن إيقاف وتغريم آدامو وتيماري بالإضافة لإيقاف أربعة من الأعضاء السابقين باللجنة التنفيذية في الفيفا وتغريمهم لتورطهم في مساعدة الصحيفة على الإيقاع بآدامو وتيماري.
كما فرض الفيفا غرامة مالية قدرها عشرة آلاف فرنك سويسري (عشرة آلاف و 130 دولاراً) على آدامو الذي شغل في الماضي منصب مدير عام الاتحاد النيجيري للعبة. كما فرض أيضاً غرامة قدرها خمسة آلاف فرنك سويسري على تيماري، إضافةً إلى حرمان آدامو وتيماري من التصويت على حق استضافة بطولتي كأس العالم 2018 و2022 الذي جرى في زيوريخ في الثاني من ديسمبر/ كانون الأول الماضي وأسفر عن فوز روسيا باستضافة مونديال 2018، في حين حصلت قطر على حق استضافة مونديال 2022.

## روابط خارجية
- FIFA Executive Committee